# Guy Désert
Guy Désert, né le 12 décembre 1923 à Tinchebray et mort le 8 février 2004 à Flers, est un artiste peintre français. Il était inscrit à la Maison des Artistes et vivait à Tinchebray où il avait son atelier.

## Biographie
Autodidacte, Guy Désert est un peintre de paysages mélancoliques, avec des ciels bas et gris, de la neige, du brouillard, du crachin, des flaques d'eau ou du soleil couchant. Il peint des scènes vivantes et poétiques.
Chaque été, des années 1960 jusqu’en 1998, Guy Désert pose à de nombreuses reprises ses valises et son chevalet de couleurs dans l’anse de Langogen et sur le port de Lesconil dans le sud du Finistère, Pays Bigouden.